# Kafū Nagai

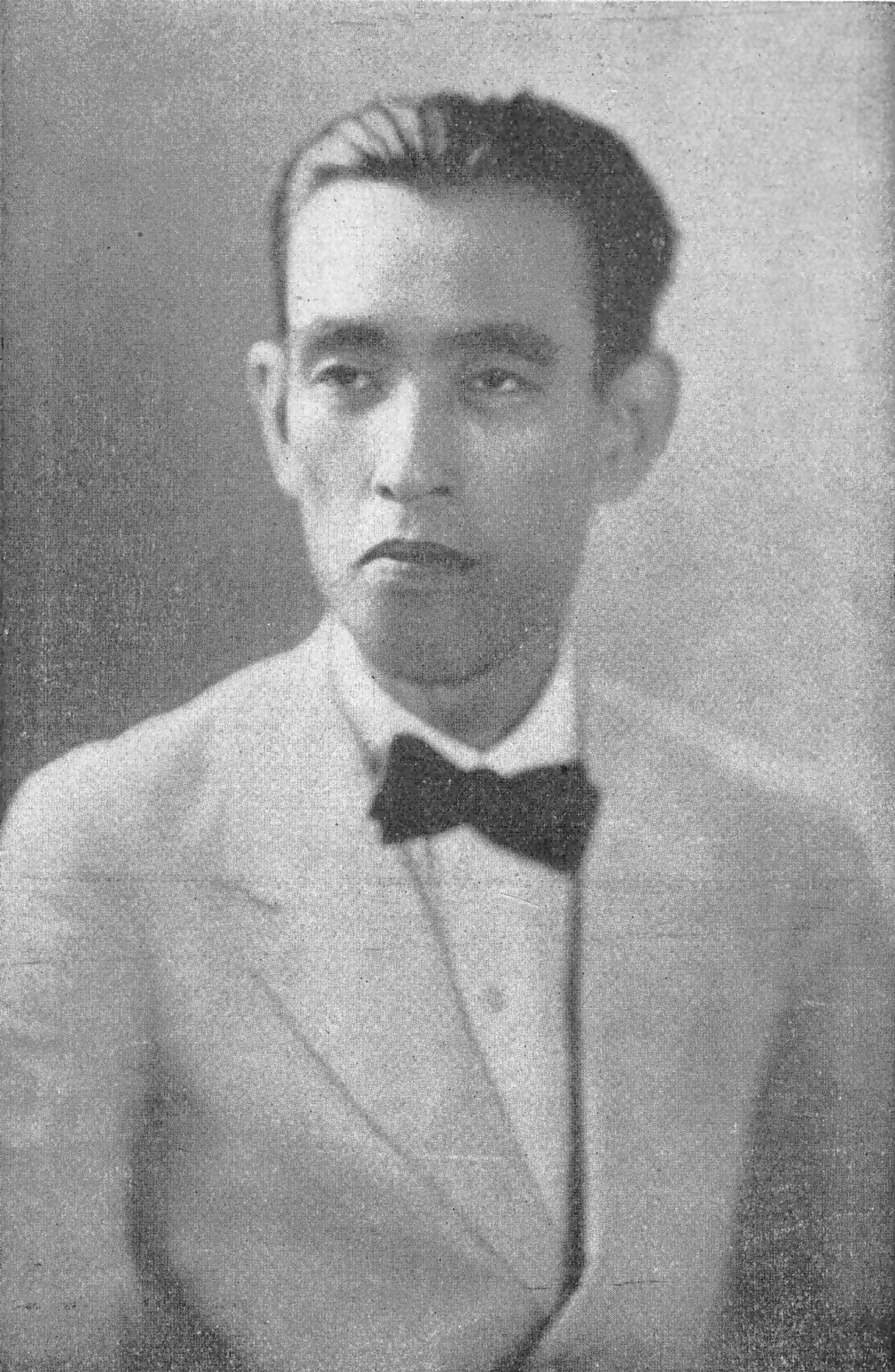
Kafū Nagai.

Kafū Nagai (永井 荷風 Nagai Kafū?,  Tokio, 4 de diciembre de 1879 - Ichikawa, 30 de abril de 1959) fue un escritor japonés.

## Trayectoria
Perteneció a una familia de alta posición y de buena formación cultural. Su padre, que se formó en Princeton, logró luego un alto cargo, tras la revolución transformadora de 1868 (Meiji). 
Su hijo fue siempre muy tokiota en costumbres, pero ya en su familia esas costumbres se orientalizaron mucho. De joven frecuentó las casas de placer de Yoshiwara, que retratará magistralmente; se matriculó en la Escuela de idiomas en 1898, pero sin continuidad en el estudio. Por entonces empezó a escribir.
Kafū retrató de una forma especialmente sensual los ambientes de la ciudad de Tokio antes de la II Guerra Mundial y permitió que se extendiera el conocimiento de la vida japonesa más allá de sus fronteras. Se movió entre el naturalismo y un tono estético muy oriental.
Se considera Una extraña historia al este del río (1908)  su obra maestra. Patrick  Modiano consideró a Kafū como el gran descriptor de Tokio, comparable en ese punto con Dostoyevski o Balzac y sus ciudades, S. Petersburgo o París.
En la época militarista de Japón, Kafū se negó a publicar y a participar en los apoyos al gobierno del Eje imperialista. Hizo traducciones, escribió ensayos, piezas de teatro. En los últimos años recobró la escritura (su 'compañera inseparable'), pero no llegó ya al altísimo nivel expresivo de sus obras maestras. Nunca se separó de su Diario hasta 1959, fecha de su muerte.

## Obras
- Flores de invierno, 1902
- Relatos de América (あめりか物語, Amerika Monogatari), 1908
- Cuentos franceses, 1909
- El placer, 1909
- Sarcasmo, 1909
- Los cuadernos de Azabu, 1912
- Geishas rivales, 1917
- Durante las lluvias, 1931
- Flores de la sombra, 1934
- Una extraña historia al este del río, 1937
- Diario, 1917-1959.

## Traducciones al español
- Una extraña historia al este del río, Gijón: Satori, 2012. Traducción de Rumi Sato e introducción de Carlos Rubio. ISBN 9788494016431, editado junto a Durante las lluvias.
- Geishas rivales, Barcelona: Alba, 2012. Traducción y notas de Akiko Imoto y Carlos Rubio. ISBN 9788484286691.
- Lluvia triste, Buenos Aires: También el caracol, 2023. Traducción y notas de Ana Laura Rodríguez y Mariana Alonso. ISBN 9789878286341